# قرار مجلس الأمن التابع للأمم المتحدة رقم 1590
قرار مجلس الأمن التابع للأمم المتحدة رقم 1590، المتخذ بالإجماع في 24 آذار / مارس 2005، بعد التذكير بالقرارات 1547 (2004)، 1556 (2004)، 1564 (2004)، 1574 (2004)، 1585 (2005) و1588 (2005) بشأن الحالة في السودان، أنشأ المجلس بعثة الأمم المتحدة في السودان لفترة أولية مدتها ستة أشهر.
أدى إصدار القرار إلى إنشاء بعثة حفظ السلام النشطة السابعة عشرة التابعة للأمم المتحدة. تم تأجيل التصويت على القرار المتعلق بجنوب السودان لمدة ثلاثة أسابيع بسبب الخلافات حول الوضع في دارفور المجاورة.

## أعمال
قرر مجلس الأمن إنشاء بعثة الأمم المتحدة في السودان لفترة أولية مدتها ستة أشهر، قوامها 10.000 عسكري و715 شرطياً. صدرت لها تعليمات بالتعاون مع بعثة الاتحاد الأفريقي في السودان ولديها التفويضات التالية:
(أ) دعم تنفيذ اتفاق السلام الشامل؛
(ب) تسهيل إيصال المساعدة الإنسانية وعودة اللاجئين والمشردين داخلياً؛
(ج) المساعدة في جهود إزالة الألغام؛
(د) المساهمة في حماية حقوق الإنسان وحماية المدنيين.
وحُثت الأطراف على ضمان سلامة وحرية تنقل أفراد البعثة والعاملين في المجال الإنساني، مؤكدين كذلك أنه لا يمكن أن يكون هناك حل عسكري للصراع في دارفور. وفي غضون ذلك، طُلب من الأمين العام كوفي عنان نقل المسؤوليات من بعثة الأمم المتحدة المتقدمة في السودان إلى بعثة الأمم المتحدة في السودان، وإبلاغ المجلس بانتظام بالتطورات.
وطالب القرار بالالتزام الصارم بسياسة عدم التسامح مطلقا مع الاستغلال الجنسي. علاوة على ذلك، فقد أذن لبعثة الأمم المتحدة في السودان، بموجب الفصل السابع من ميثاق الأمم المتحدة، باستخدام القوة إذا لزم الأمر لحماية الأفراد والمدنيين والمرافق خلال فترة ولايتها. كما طالب المجلس بزيادة نشر مراقبي حقوق الإنسان في منطقة دارفور.

## روابط خارجية
- نص القرار في undocs.org